# Antígua e Barbuda nos Jogos Olímpicos de Verão de 2024
Antígua e Barbuda competiu nos Jogos Olímpicos de Verão de 2024 em Paris de 26 de julho a 11 de agosto de 2024. Esta foi a décima segunda participação do país nos Jogos Olímpicos de Verão, exceto em 1980, quando aderiu ao boicote liderado pelos Estados Unidos naquele ano.
A equipe de Antígua e Barbuda foi composta por cinco atletas em três esportes. O velocista Cejhae Greene foi o porta-bandeira do país na cerimônia de abertura.

## Competidores
A seguir está a lista do número de competidores nos Jogos.
| Esporte   | Masculino | Feminino | Total |
| --------- | --------- | -------- | ----- |
| Atletismo | 1         | 1        | 2     |
| Natação   | 1         | 1        | 2     |
| Vela      | 1         | 0        | 1     |
| Total     | 3         | 2        | 5     |

## Desempenho

### Atletismo
Dois atletas de pista e campo de Antígua e Barbuda alcançaram os padrões de qualificação para Paris 2024, seja passando pela marca direta de qualificação (ou tempo para provas de pista e estrada) ou pelo ranking mundial, nos seguintes eventos (um máximo de 3 atletas em cada):
- Q = Qualificado para a próxima fase
- q = Qualificado para a próxima fase como o perdedor mais rápido ou, em eventos de campo, pela posição sem atingir o alvo para qualificação
- N/A = Fase não aplicável para o evento
- Bye = Atleta não precisou disputar aquela fase

Eventos de pista e estrada
| Atleta        | Evento          | Bateria   | Bateria | Semifinal   | Semifinal   | Final       | Final       |
| Atleta        | Evento          | Resultado | Pos.    | Resultado   | Pos.        | Resultado   | Pos.        |
| ------------- | --------------- | --------- | ------- | ----------- | ----------- | ----------- | ----------- |
| Cejhae Greene | 100 m masculino | 10.17     | 4       | Não avançou | Não avançou | Não avançou | Não avançou |
| Joella Lloyd  | 100 m feminino  | 11.37     | 5       | Não avançou | Não avançou | Não avançou | Não avançou |

### Natação
Antígua e Barbuda enviou dois nadadores para competir nas Olimpíadas de Paris 2024.
| Atleta         | Evento                | Eliminatória | Eliminatória | Semifinal   | Semifinal   | Final       | Final       |
| Atleta         | Evento                | Tempo        | Pos.         | Tempo       | Pos.        | Tempo       | Pos.        |
| -------------- | --------------------- | ------------ | ------------ | ----------- | ----------- | ----------- | ----------- |
| Jadon Wuilliez | 100 m peito masculino | 1:02.70      | 26           | Não avançou | Não avançou | Não avançou | Não avançou |
| Ellie Shaw     | 100 m peito feminino  | 1:14.78      | 35           | Não avançou | Não avançou | Não avançou | Não avançou |

### Vela
Velejadores de Antígua e Barbuda se qualificaram com um barco em cada uma das seguintes classes por meio dos Jogos Pan-Americanos de 2023 em Santiago, Chile.
Eventos de eliminação
| Atleta      | Evento                 | Corrida | Corrida | Corrida | Corrida | Corrida | Corrida | Corrida | Corrida   | Corrida   | Corrida   | Corrida   | Corrida   | Corrida   | Corrida   | Corrida   | Corrida   | Corrida     | Corrida     | Corrida     | Corrida     | Corrida     | Corrida     | Corrida     | Corrida     | Corrida     | Corrida     | Corrida     | Corrida     | Pos. |
| Atleta      | Evento                 | 1       | 2       | 3       | 4       | 5       | 6       | 7       | 8         | 9         | 10        | 11        | 12        | 13        | 14        | 15        | 16        | SF1         | SF2         | SF3         | SF4         | SF5         | SF6         | F1          | F2          | F3          | F4          | F5          | F6          | Pos. |
| ----------- | ---------------------- | ------- | ------- | ------- | ------- | ------- | ------- | ------- | --------- | --------- | --------- | --------- | --------- | --------- | --------- | --------- | --------- | ----------- | ----------- | ----------- | ----------- | ----------- | ----------- | ----------- | ----------- | ----------- | ----------- | ----------- | ----------- | ---- |
| Tiger Tyson | Formula Kite masculino | 16      | 19      | 19      | 17      | 9       | 18      | 9       | Cancelado | Cancelado | Cancelado | Cancelado | Cancelado | Cancelado | Cancelado | Cancelado | Cancelado | Não avançou | Não avançou | Não avançou | Não avançou | Não avançou | Não avançou | Não avançou | Não avançou | Não avançou | Não avançou | Não avançou | Não avançou | 17   |

M = Corrida pela medalha; EL = Eliminado – não avançou para a corrida pela medalha